# Trümmelbachfälle
Trümmelbachfälle är ett vattenfall i Schweiz. Det ligger i den centrala delen av landet, 60 km sydost om huvudstaden Bern. Trümmelbachfälle ligger 1 147 meter över havet.
Terrängen runt Trümmelbachfälle är huvudsakligen mycket bergig. Trümmelbachfälle ligger nere i en dal. Närmaste större samhälle är Grindelwald, 11,1 km nordost om Trümmelbachfälle. 
I omgivningarna runt Trümmelbachfälle växer i huvudsak blandskog. Runt Trümmelbachfälle är det glesbefolkat, med 20 invånare per kvadratkilometer.